# Dahlia capnobela
Dahlia capnobela är en fjärilsart som beskrevs av Turner 1902. Dahlia capnobela ingår i släktet Dahlia och familjen nattflyn. Inga underarter finns listade i Catalogue of Life.